# Жёлтый дворец

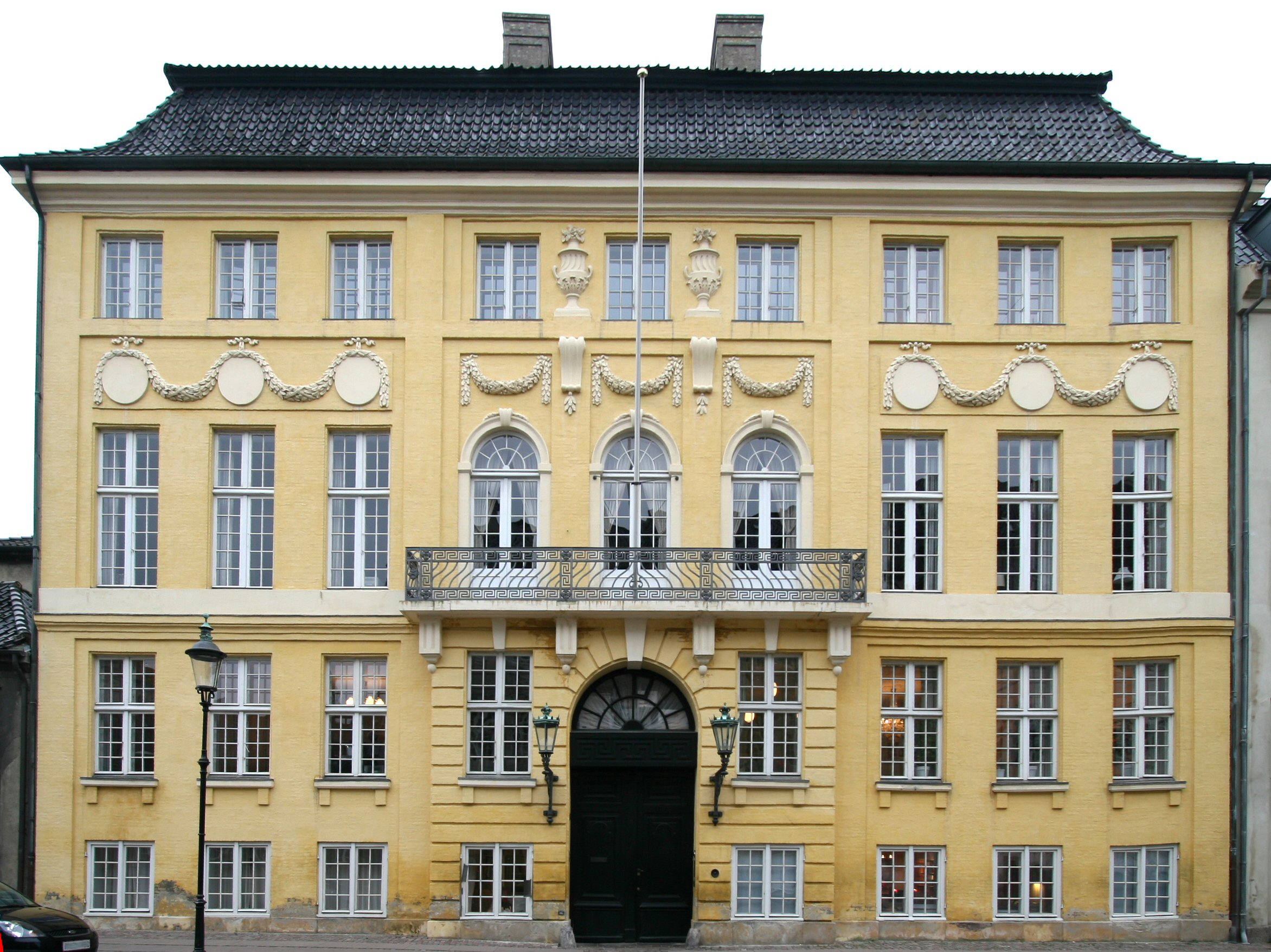
Центральный фасад Жёлтого дворца

Жёлтый дворец (дат. Det Gule Palæ) или особняк Bergum — небольшой дворец возле королевского дворца Амалиенборг в районе Фредерикстад в Копенгагене. Дворец считается одним из первых копенгагенских зданий в стиле классицизма.
Первоначально дворец строился как дом бюргера, но был приобретён датской королевской семьёй. Во дворце поселился принц Кристиан Глюксбургский, когда впервые приехал в Копенгаген. В 1863 году он стал датским королём под именем Кристиана IX. Во дворце родились дети будущего короля: английская королева Александра, российская императрица Мария Фёдоровна, греческий король Георг, датский король Фредерик, Вальдемар и Тира. 
В XXI веке дворец принадлежит компании, которая занимается управлением государственной собственностью Дании, в том числе дворцами и усадьбами.

## История
Фредерикстад был заложен в 1748 году и предусматривался как единый район, выдержанный в стиле рококо. Все здания должны были быть построены в едином принципе, предусмотренным крупнейшим датским архитектором Николаем Эйтведом. После его смерти в 1754 году стиль рококо вышел из моды. Жёлтый дворец был построен в 1759—1764 годах по проекту архитектора Николая Генриха Жардина. Он был построен в стиле классицизма и был первым зданием в Копенгагене таком направлении архитектуры.
Король Фредерик VI приобрёл дворец в 1810 году в качестве места проживания родственников датской королевской семьи. В 1837 году король Фредерик VII передал дворец принцу Кристиану Глюксбургскому, который впервые посетил Копенгаген. Принц проживал там до 1865 года, когда он уже стал королём Дании под именем Кристиана IX. После этого он переехал в королевский дворец Амалиенборг. 
Впоследствии Жёлтый дворец стал резиденцией младшего сына короля Кристиана IX, принца Вальдемара Датского и его супруги Марии Орлеанской. Принц прожил в нем до самой смерти в 1939 году. Он был последним членом королевской семьи, проживающем во дворце.